# Cinquecento (historia sztuki)
Cinquecento (wł. cinquecento ’pięćset’, od mille cinquecento ’tysiąc pięćset’) – XVI wiek w dziejach kultury Włoch. Był to okres włoskiego renesansu.
Nazwa pochodzi od włoskiego słowa oznaczającego 500 i oznacza tutaj: lata [tysiąc] pięćsetne (1500-1599). Użył jej Giorgio Vasari – włoski historiograf, który podzielił dzieje sztuki włoskiej od Cimabuego do Michała Anioła na trzy okresy: trecento, quattrocento, cinquecento.

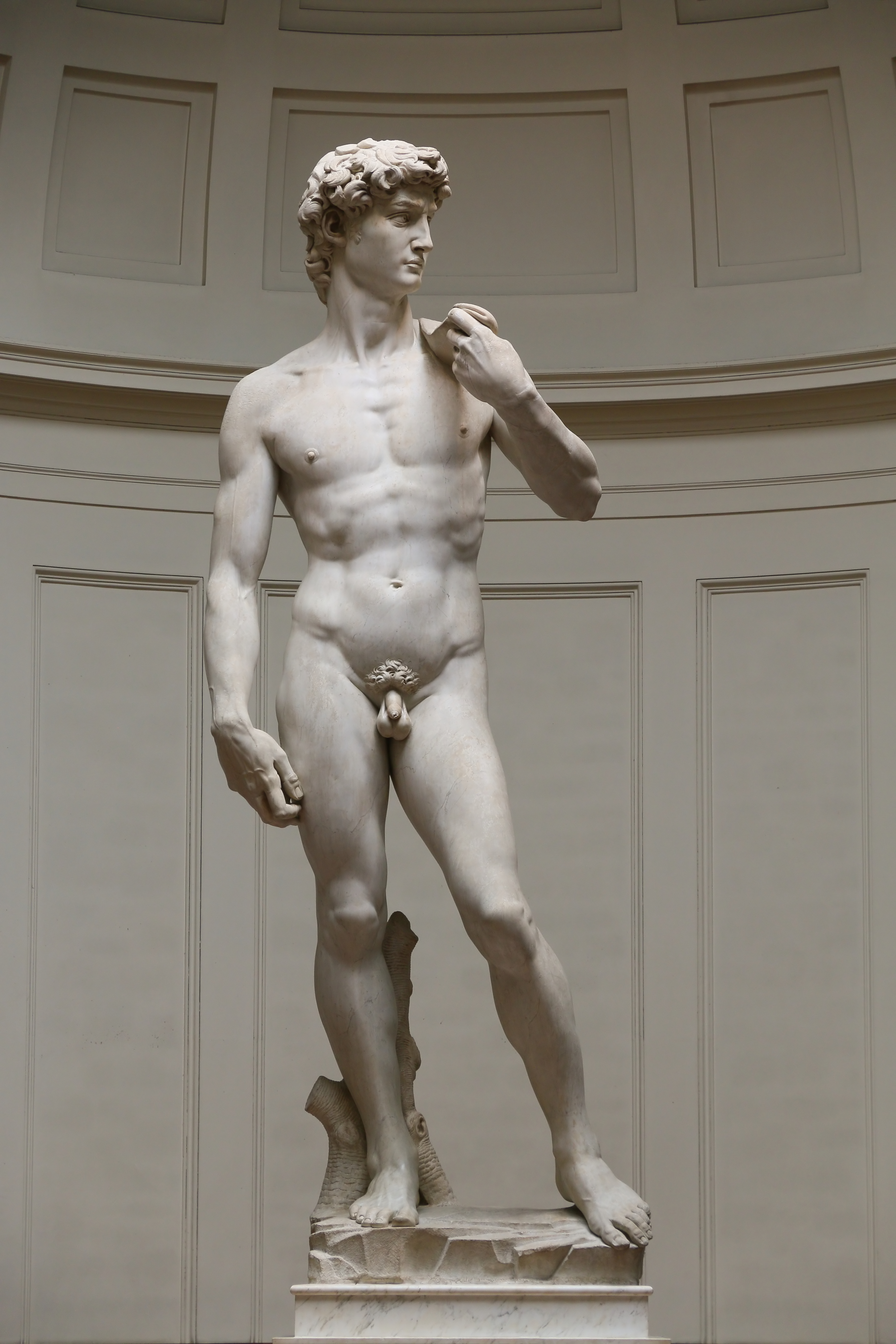
Dawid, rzeźba Michała Anioła

Giorgio Vasari stwierdził, że w wieku XVI artyści renesansowi osiągnęli doskonałość – dorównali artystom starożytnym. Sztuka tego okresu stanowiła połączenie antyku greckiego, rzymskiego oraz sztuki włoskiej; odchodziła od naśladowania wzorców bizantyjskich i gotyckich. To właśnie na ten okres przypada świetność tzw. „wielkiej trójki” renesansu (Leonardo da Vinci, Michelangelo di Ludovico Buonarroti i Rafael Santi).

## Ośrodki
Najważniejszymi ośrodkami sztuki tego czasu były Rzym i Wenecja. W Rzymie działali Michał Anioł i Rafael. Szczególną rolę dla kultury odgrywał Mediolan, gdzie tworzył Leonardo. Jego dzieła wpłynęły także na szkołę rzymską. Duże znaczenie miała również Parma, ze względu na twórczość Correggia i Parmegianina. Na początku stulecia Florencja utrzymywała się jeszcze na wysokiej pozycji, gdyż tam właśnie rywalizowali Michał Anioł z Leonardem, a Rafael rozpoczynał swoją karierę. Jednak to Rzym stał się centrum artystycznym i tam właśnie sztuka włoska osiągnęła, według Vasariego, apogeum.

## Charakterystyka
Uwaga twórców skoncentrowana była głównie na ciele ludzkim, szczególnie na akcie. Proporcje ciała w dziełach sztuki były bardziej masywne niż w poprzednim stuleciu, a pozy i ruch bardziej skomplikowane. Postaci przedstawiane były w antycznych szatach, a strój współczesny pojawiał się jedynie na portretach. Wyjątek od tej reguły stanowiła Wenecja, gdzie postaci biblijne i mitologiczne wyobrażane były w szatach weneckich. W kompozycji dzieła artyści stawiają sobie za cel jej prostotę i czytelność. Z tego powodu komponowano w oparciu o symetrię osiową czy też wpisywano grupy figur w kształt trójkąta lub koła.
Artyści włoscy w czasach cinquecenta kształcili się studiując anatomię, ruch i rzeźby antyczne. Postaci ludzkie rysowano najpierw w akcie, a potem „odziewano” w szaty. Czasem zaczynano od konstrukcji samego szkieletu, który potem oblekano ciałem. Rysowano według rzeźb, odlewów, a także żywych modeli.